# Ocaleni (powieść)
Ocaleni (ang. The Remnant: On the Brink of Armageddon) – X tom bestsellerowej serii Powieść o czasach ostatecznych autorstwa Tima LaHaye’a i Jerry’ego B. Jenkinsa.

## Fabuła
Dwa myśliwce Globalnej Wspólnoty bombardują Petrę, w której przebywają - wraz z milionem wierzącym - niektórzy z członków Opozycji Ucisku. Carpathia wydaje rozkaz, by dzieła zniszczenia dopełnił dodatkowy atak rakietą. Bóg otacza Petrę swą opieką i następuje cud - pociski nie wyrządzają ludziom szkody, a płomienie nie palą ich ciał. Transmisja z ataku zostaje przerwana. Rozsiani po świecie członkowie Opozycji Ucisku nie wiedzą, co się dzieje - z Petrą nie ma żadnego kontaktu. Antychryst Nicolae Carpathia jest wściekły, iż atak się nie powiódł. Jego szef wywiadu uśmierca 2 pilotów myśliwców, których oskarżył o niesubordynację i niewykonanie rozkazu.
Chloe Steele Williams, Hannah Palemoon i Mac McCullum udają się do Grecji, aby uwolnić George’a Sebastiana z rąk Globalnej Wspólnoty. Ming Toy opuszcza wieżowiec Stronga w Chicago - ze zmienioną tożsamością (przygotowaną przez "Małego Zeke") zamierza udać się do Chin, by odnaleźć ukrywających się rodziców, którzy zrozumieli, jak działa aparat represji Globalnej Wspólnoty. Brat Ming - Chang Wong - obawia się o bezpieczeństwo swej siostry i rozważa opuszczenie Nowego Babilonu.
Chang powiadamia Maca, że Globalna Wspólnota ma odnaleźć kryjówki wierzących w Ptolemaidzie. Niebawem donosi również, że na trójkę członków Opozycju Ucisku zastawiono pułapkę. George, zabijając Elenę, ucieka z rąk swoich oprawców, a następnie ukrywa się w miejscowym punkcie wymiany towarowej. Mac, Chloe, Hannah i George - z pomocą archanioła Michała – odlatują samolotem do Stanów Zjednoczonych.
Kryjówka Opozycji Ucisku w wieżowcu Stronga w Chicago nie jest już bezpiecznym domem. Szef wywiadu Globalnej Wspólnoty przypomina sobie, że nie był to nigdy teren skażony. Aparatura pomiarowa odnotowuje wahania termiczne (spowodowane przemieszczaniem się ludzi), ruch pojazdów oraz przeloty samolotów i helikopterów. Planowany jest atak jądrowy na Chicago.
Członkowie Opozycji Ucisku rozdzielają się Chloe, Buck i mały Kenny
wraz z George’em ukrywają się teraz w schronie w San Diego, Mały Zeke przebywa w środkowych Stanach Zjednoczonych, Leah i Hannah zajmują się sprzętem pielęgniarskim, a Mac i Abdullah Smith (wespół z Rayfordem i Albim) odbywają loty w ramach siedzi międzynarodowej wymiany towarowej.
Ming, w przebraniu szeregowca Globalnej Wspólnoty, dociera samolotem - pilotowanym przez Ree'a - do Chin. Od jednej z wierzącym dowiaduje się, że jej rodzice nie przyjęli znaku: ojciec został stracony, a matce udało się uciec z zasadzki. Niebawem odnajduje matkę, która ukrywa się we wspólnocie wierzących. Od jednego z aniołów dowiaduje się, że zarówno ona, jak i jej matka doczekają chwalebnego Przyjścia Chrystusa, jednak zostaną rozdzielone od siebie. Ming - zakochana z wzajemnością w pilocie Ree'u - wraca do Stanów Zjednoczonych.
Na świat spada kolejna plaga: "A trzeci wylał swą czaszę na rzeki i źródła wód: i stały się krwią. I usłyszałem anioła wód, mówiącego: «Ty jesteś sprawiedliwy, Który jesteś, Który byłeś, o Święty, że tak osądziłeś. Ponieważ wylali krew świętych i proroków, krew również pić im dałeś. Godni są tego!» (Ap 16, 4-6)
Piloci Opozycji Ucisku dostarczają różnorodne towary dla punktów wymiany towarowej na całym świecie. Podczas jednego z przerzutów dowiadują się od archanioła Michała, że krew w rzekach i jeziorach jest nią tylko dla oznaczonych znakiem bestii; gdy czerpią ją i piją wierzący - staje się wodą.
Część uchodźców w Petrze buntuje się przeciw Tsionowi i Chaimowi. Zamierzają opuścić miasto. Antychryst - poprzez Fałszywego Proroka - wysyła na świat fałszywych nauczycieli i proroków, by mamili ludzi cudami. Wzmaga się terror - trwają ostatnie dni znakowania ludzi. Ci, którzy nie przyjęli znaku bestii, są likwidowani. Żydów więzi się i poddaje torturom, mającym na celu ich powolną śmierć. Steve Plank wybiera śmierć na gilotynie i zostaje ścięty.
Trwają niepokoje w Petrze. Mimo ostrzeżeń wielu uchodźców opuszcza miasto i udaje się na pustynię, na której Globalna Wspólnota przygotowała pokaz cudów dokonywanych przez fałszywego proroka. Mac, Abdullah i Albie obserwują, jak zwodziciel przysłania słońce chmurą, zamienia statyw od mikrofonu w węża, uśmierca i wskrzesza ludzi. Fałszywy prorok sprowadza również na pustynię jadowite węże, które ścigają uchodźców z Petry i zabijają ich swym jadem.
Odbywa się telewizyjna debata pomiędzy Leonem Fortunato a Tsionem Ben-Judah. Fałszywy Prorok sławi Antychrysta - zmartwychwstałego Nicolae Carpathię i z dumą opowiada o jego dokonaniach. Tsion głosi Ewangelię i wzywa ludzi do nawrócenia, zawierzenia się Bogu i przyjęcia Jezusa Chrystusa.
Zostaje wylana kolejna czasza gniewu Bożego: "A czwarty wylał swą czaszę na słońce: i dano mu władzę dotknąć ogniem ludzi. I ludzie zostali dotknięci wielkim upałem, i bluźnili imieniu Boga, który ma moc nad tymi plagami, a nie nawrócili się, by oddać Mu chwałę." (Ap 16, 8-9)
Ludzie posiadający znak bestii, którzy przebywają na słońcu, ulegają poparzeniom i umierają. Wskutek ogromnego upału wyparowują wody, usychają rośliny, niszczeją budynki. Chang obserwuje, że słońce nie czyni jednak żadnej szkody Antychrystowi - Carpathia bez problemów wystawia swe ciało na promienie słoneczne.
Czwarta plaga zostaje cofnięta. Tsion głosi miłosierdzie Boże i po raz kolejny wzywa nieprzekonanych do nawrócenia. Wkrótce Nowy Babilon ogarnia następna katastrofa: "A piąty wylał swą czaszę na tron Bestii: i w jej królestwie nastały ciemności, a ludzie z bólu gryźli języki i Bogu nieba bluźnili za bóle swoje i wrzody, ale od czynów swoich się nie odwrócili." (Ap 16, 10-11). Wierzący potrafią jednak funkcjonować mimo ciemności - widzą wszystko dookoła w kolorach sepii, jakby przyciemnione.
Chang modli się, by ciemności trwały jak najdłużej. Pozwoli to członkom Opozycji Ucisku swobodnie się przemieszczać, jemu samemu zaś umożliwi ucieczkę z Nowego Babilonu.

## Bohaterowie

### Wierzący
- Rayford Steele – były pilot linii lotniczych Pan-Continental, stracił żonę i syna podczas Pochwycenia, były dowódca samolotu Global Community One (osobistej maszyny Nicolae Carpathii), członek pierwotnej Opozycji Ucisku, międzynarodowy zbieg; przebywa w Petrze przebrany za Egipcjanina
- Cameron "Buck" Williams – były dziennikarz pisma "Global Weekly", były wydawca "Global Community Weekly" dla Carpathii, członek pierwotnej Opozycji Ucisku, redaguje magazyn internetowy "Słowo Prawdy", podczas akcji przybiera tożsamość Jacka Jensena (oficera Globalnej Wspólnoty), przebywa w wieżowcu Stronga w Chicago
- Chloe Steele Williams – była studentka Uniwersytetu w Stanford, córka Rayforda, żona Bucka Williamsa, straciła matkę i brata podczas pochwycenia, członkini pierwotnej Opozycji Ucisku, matka 15-miesięcznego Kenny’ego Bruce’a, kieruje międzynarodową siecią wymiany towarowej, służącej wierzącym, ukrywa się w wieżowcu Stronga w Chicago, przebywa z misją w Grecji jako starszy oficer Globalnej Wspólnoty
- Doktor Tsion Ben-Judah – rabin i naukowiec, jeden z nawróconych na chrześcijaństwo Żydów, odkrył, że Jezus jest prawdziwym Mesjaszem, duchowy przywódca i nauczyciel Opozycji Ucisku; poszukiwany przez Globalną Wspólnotę za głoszenie wiary - uciekł do USA; za pomocą Internetu głosi Ewangelię i wzywa ludzi do nawrócenia, przybywa do Petry, by głosić Słowo Boże wśród ocalonych i żydowskich uchodźców
- Chaim Rosenzweig – botanik, laureat Nagrody Nobla, odkrywca formuły, która zmieniła izraelskie pustkowia w kwitnące i żyzne tereny uprawne, Człowiek Roku pisma "Global Weekly", po zabiciu Antychrysta ukrywa się w USA; przybywa do Jerozolimy i przybiera imię Micheasz, pod tym imieniem przewodzi żydowskim uchodźcom w Petrze
- Leah Rose – pracownica administracji Arthur Young Memorial wieżowcu Stronga w Chicago
- Al B. ("Albie") – pochodzi z Al Basrah (północny Kuwejt), były dyrektor wieży lotniczej w Al Basrah, międzynarodowy handlarz na czarnym rynku, podczas akcji ukrywa się jako pułkownik Globalnej Wspólnoty Marcus Elbaz, przebywa w wieżowcu Stronga w Chicago
- Mac McCullum – były pilot Nicolae Carpathii, uznany za zmarłego w katastrofie lotniczej, udaje się z misją do Grecji, podczas akcji przyjmuje tożsamość wyższego oficera Globalnej Wspólnoty
- Abdullah Smith – pochodzący z Jordanii pilot odrzutowców i myśliwców; były pierwszy oficer Phoenixa 216, uznany za zmarłego w katastrofie lotniczej, udaje się z misją do Petry, przybiera tożsamość Egipcjanina
- Hannah Palemoon – pielęgniarka Globalnej Wspólnoty, uznana za zmarłą w katastrofie lotniczej, udaje się z misją do Grecji w przebraniu oficera Globalnej Wspólnoty z New Delhi
- Ming Toy – wdowa, była strażniczka Globalnej Wspólnoty w więzieniu dla kobiet Buffer w Belgii, przebywa w wieżowcu Stronga w Chicago
- Chang Wong – brat Ming Toy, pracownik w kwaterze głównej Globalnej Wspólnoty w Nowym Babilonie, szpieg Opozycji Ucisku
- Gustaf Zuckermandel Jr. ("Zeke", "Mały Zeke" lub "Z") – fałszerz dokumentów i specjalista od zmiany wyglądu; stracił ojca (został zgilotynowany, gdy odmówił przyjęcia znaku bestii), ukrywa się w wieżowcu Stronga w Chicago
- Enoch Dumas – hiszpańsko-amerykański lider (pasterz) i 31 członek Wspólnoty "Miejsce" w Chicago, wraz z członkami Wspólnoty przeprowadza się do wieżowca Stronga
- Steve Plank (Pinkerton Stephens) – były wydawca "Global Weekly", były specjalista public relations pracujący dla Carpathii, okaleczony podczas trzęsienia ziemi wywołanego "gniewem Baranka", pracuje w siłach pokojowych Globalnej Wspólnoty w Coro, potajemnie pomaga Opozycji Ucisku
- Georgiana Stavros – nastolatka uwolniona przez Albiego i Bucka z więzienia w Ptolemais w Grecji, uniknęła przyjęcia znaku bestii, powtórnie złapana przez Globalną Wspólnotę, stracona
- Marcel Papadopoulos – nastolatek uwolniony przez Albiego i Bucka z więzienia w Ptolemais w Grecji, uniknął przyjęcia znaku bestii
- George Sebastian – były pilot helikopterów bojowych w bazie Sił Powietrznych USA w San Diego, pochwycony przez siły Globalnej Wspólnoty podczas misji ratunkowej w Grecji, przetrzymywany na północny zachód od Ptolemaidy

### Wrogowie chrześcijaństwa
- Nicolae Jetty Carpathia – były Prezydent Rumunii, były Sekretarz Generalny ONZ, Przywódca Globalnej Wspólnoty (Potentat), Antychryst, zabity podczas zamachu w Jerozolimie, zmartwychwstaje po 3 dniach, zostaje ogłoszony bogiem, mieszka w pałacu w Nowym Babilonie
- Leon Fortunato – prawa ręka Carpathii, były Najwyższy Zwierzchnik, Najwyższy Przewielebny Ojciec Carpathianizmu - religii czczącej potentata Carpathię jako zmartwychwstałego boga, mieszka w pałacu w Nowym Babilonie
- Viv Ivins – ponad 60 lat, przyjaciółka Carpathii i jego krewna, pracownica Globalnej Wspólnoty, mieszka w pałacu w Nowym Babilonie
- Suhail Akbar – szef bezpieczeństwa i wywiadu Globalnej Wspólnoty, mieszka w pałacu w Nowym Babilonie

## Miejsca wydarzeń
- Petra (Jordania)
- Ptolemaida (Grecja)
- Chicago